# Station Les Mureaux
Station Les Mureaux is het spoorwegstation van de Franse gemeente Les Mureaux. Het ligt aan de spoorlijn Paris Saint-Lazare - Le Havre, op kilometerpunt 40,282 van die spoorlijn.
Het station wordt aangedaan door verschillende treinen van Transilien Lijn J:
- treinen tussen Paris Saint-Lazare en Mantes-la-Jolie over de zuideroever van de Seine
- spitstreinen tussen Paris Saint-Lazare en dit station

## Vorige en volgende stations
| Richting        | Vorig station                | Lijn    | Volgend station                                   | Richting           |
| --------------- | ---------------------------- | ------- | ------------------------------------------------- | ------------------ |
| Mantes-la-Jolie | Aubergenville-Élisabethville | Trans J | Les Clairières de Verneuil Vernouillet - Verneuil | Paris Saint-Lazare |
| Eindpunt        | eindpunt                     | Trans J | Les Clairières de Verneuil Vernouillet - Verneuil | Paris Saint-Lazare |